# Rickie Lambert
Rickie Lee Lambert (Kirkby, 16 de fevereiro de 1982) é um futebolista inglês que joga como atacante pelo West Bromwich.
Lambert começou sua carreira profissional pelo Blackpool em 1998 e mais tarde jogou pelo Macclesfield Town, Stockport County, Rochdale e Bristol Rovers antes de chegar a Southampton em 2009.
Lambert tornou-se uma peça chave para Southampton, marcando 21 golos na liga para selar a promoção para a Championship em 2010, e 27 golos na temporada seguinte para garantir a promoção de volta à Premier League após a sua ausência de sete anos. Ele ganhou o prêmio "Chuteira de Ouro" três vezes e foi nomeado o Jogador do Ano do Campeonato de 2011-12.
Ele atraiu comparações com a lenda do Southampton, Matthew Le Tissier por sua aparência física, capacidade notável na frente do gol e pelas habilidades. Lambert converteu as grandes penalidades com sucesso em todas as tentativas para o clube (um total de 31 em todas as competições); Le Tissier converteu 47 de 48 vezes.
Assinou em 2 de junho de 2014 com o Liverpool, a contratação do atleta custou cerca de 4,5 milhões de libras (R$ 16,8 milhões), com cláusulas que podem elevar o valor do negócio a 8 milhões de libras de acordo (R$ 33,7 mi) com sua produtividade. "Não posso acreditar. Amei esse clube por toda a minha vida. Eu sai daqui aos 17 anos e deste então não perdi esse carinho. Sempre sonhei em jogar no Liverpool, mas achei que essa chance tivesse passado", disse o jogador, de 32 anos, ao site oficial do clube.

## Participações

### Clube
Bristol Rovers
- Football League Two  campeão dos Play-offs:  2006–07

Southampton
- Football League Trophy campeão: 2010
- Football League One vice-campeão: 2011
- Football League Championship vice-campeão: 2012

## Estatísticas da Carreira
| Temporada               | Clube                   | Divisão                 | Liga     | Liga  | FA Cup   | FA Cup | League Cup | League Cup | Outros   | Outros | Total    | Total |
| Temporada               | Clube                   | Divisão                 | Partidas | golos | Partidas | golos  | Partidas   | golos      | Partidas | golos  | Partidas | golos |
| ----------------------- | ----------------------- | ----------------------- | -------- | ----- | -------- | ------ | ---------- | ---------- | -------- | ------ | -------- | ----- |
| 1998–99                 | Blackpool               | Second Division         | 0        | 0     | 0        | 0      | 0          | 0          | 0        | 0      | 0        | 0     |
| 1999–2000               | Blackpool               | Second Division         | 3        | 0     | 0        | 0      | 0          | 0          | 0        | 0      | 3        | 0     |
| 2000–01                 | Blackpool               | Third Division          | 0        | 0     | 0        | 0      | 0          | 0          | 0        | 0      | 0        | 0     |
| Blackpool total         | Blackpool total         | Blackpool total         | 3        | 0     | 0        | 0      | 0          | 0          | 0        | 0      | 3        | 0     |
| 2000–01                 | Macclesfield Town       | Third Division          | 9        | 0     | 0        | 0      | 0          | 0          | 0        | 0      | 9        | 0     |
| 2001–02                 | Macclesfield Town       | Third Division          | 35       | 8     | 4        | 2      | 0          | 0          | 1        | 0      | 40       | 10    |
| Macclesfield Town total | Macclesfield Town total | Macclesfield Town total | 44       | 8     | 4        | 2      | 0          | 0          | 1        | 0      | 49       | 10    |
| 2002–03                 | Stockport County        | Second Division         | 29       | 2     | 0        | 0      | 1          | 0          | 2        | 0      | 32       | 2     |
| 2003–04                 | Stockport County        | Second Division         | 40       | 12    | 1        | 0      | 2          | 0          | 2        | 1      | 45       | 13    |
| 2004–05                 | Stockport County        | League One              | 29       | 4     | 2        | 0      | 0          | 0          | 2        | 0      | 33       | 4     |
| Stockport County total  | Stockport County total  | Stockport County total  | 98       | 18    | 3        | 0      | 3          | 0          | 6        | 1      | 110      | 19    |
| 2004–05                 | Rochdale                | League Two              | 15       | 6     | 0        | 0      | 0          | 0          | 0        | 0      | 15       | 6     |
| 2005–06                 | Rochdale                | League Two              | 46       | 22    | 1        | 0      | 1          | 0          | 2        | 0      | 50       | 22    |
| 2006–07                 | Rochdale                | League Two              | 3        | 0     | 0        | 0      | 0          | 0          | 0        | 0      | 3        | 0     |
| Rochdale total          | Rochdale total          | Rochdale total          | 64       | 28    | 1        | 0      | 1          | 0          | 2        | 0      | 68       | 28    |
| 2006–07                 | Bristol Rovers          | League Two              | 36       | 8     | 5        | 0      | 0          | 0          | 8        | 2      | 49       | 10    |
| 2007–08                 | Bristol Rovers          | League One              | 46       | 13    | 8        | 6      | 2          | 0          | 1        | 0      | 57       | 19    |
| 2008–09                 | Bristol Rovers          | League One              | 45       | 29    | 1        | 0      | 1          | 0          | 1        | 0      | 48       | 29    |
| 2009–10                 | Bristol Rovers          | League One              | 1        | 1     | 0        | 0      | 0          | 0          | 0        | 0      | 1        | 1     |
| Bristol Rovers total    | Bristol Rovers total    | Bristol Rovers total    | 128      | 51    | 14       | 6      | 3          | 0          | 10       | 2      | 155      | 59    |
| 2009–10                 | Southampton             | League One              | 45       | 30    | 5        | 2      | 2          | 1          | 6        | 3      | 58       | 36    |
| 2010–11                 | Southampton             | League One              | 45       | 21    | 4        | 0      | 2          | 0          | 1        | 0      | 52       | 21    |
| 2011–12                 | Southampton             | Championship            | 42       | 27    | 2        | 2      | 4          | 2          | 0        | 0      | 48       | 31    |
| 2012–13                 | Southampton             | Premier League          | 38       | 15    | 0        | 0      | 0          | 0          | 0        | 0      | 38       | 15    |
| 2013–14                 | Southampton             | Premier League          | 37       | 13    | 2        | 1      | 0          | 0          | 0        | 0      | 39       | 14    |
| Southampton total       | Southampton total       | Southampton total       | 207      | 106   | 13       | 5      | 8          | 3          | 7        | 3      | 235      | 117   |
| 2014–15                 | Liverpool               | Premier League          | 0        | 0     | 0        | 0      | 0          | 0          | 0        | 0      | 0        | 0     |
| Carreira total          | Carreira total          | Carreira total          | 542      | 209   | 35       | 13     | 15         | 3          | 28       | 8      | 619      | 233   |